# Ormosia insolita
Ormosia insolita là một loài ruồi trong họ Limoniidae. Chúng phân bố ở miền Cổ bắc.